# Теорія ймовірностей та математична статистика (журнал)
Журнал «Теорія ймовірностей та математична статистика» виходить двічі на рік, починаючи з 1970 року. Головний редактор — Ю. C. Мішура; заступник головного редактора — М. М. Леоненко; відповідальний секретар редакційної колегії — К. В. Ральченко. Засновником журналу є Київський національний університет імені Тараса Шевченка. Журнал видається англійською мовою в Сполучених Штатах Американським математичним товариством як «Theory of Probability and Mathematical Statistics».
Головним редактором протягом 1970-2011 й одним із засновників журналу був академік НАН України А. В. Скороход (1930-2011).
У журналі публікуються оригінальні статті з актуальних питань теорії ймовірностей, теорії випадкових процесів та полів, математичної статистики та їх застосувань. Усі матеріали, що надходять до редколегії, рецензуються. Після виходу у світ усі матеріали реферуються у «Mathematical Reviews» (AMS), «Zentralblatt für Mathematik» (Springer) та «Statistical Methods and Applications» (ISI). Журнал включено до наукометричних баз Scopus (із 2004 р.) та Web of Science; він належить до категорії А Переліку наукових фахових видань України.
Видання адресоване спеціалістам з теорії ймовірностей, викладачам вищої школи, науковим співробітникам, що займаються застосуванням статистичних та ймовірнісних методів, а також аспірантам.

## Основна тематика
- Теорія випадкових процесів і полів;
- стохастичний аналіз;
- статистика випадкових процесів і полів;
- теорія випадкових операторів;
- теорія стохастичних диференціальних рівнянь;
- теорія масового обслуговування;
- теорія надійності;
- процеси ризику;
- фінансова та актуарна математика.

## Адреса редакційної колегії
Журнал «Теорія ймовірностей та математична статистика»

Кафедра теорії ймовірностей, статистики та актуарної математики,
механіко-математичний факультет,

Київський національний університет імені Тараса Шевченка,

вул. Володимирська, 64,

м. Київ,

01601, Україна

## Редакційна колегія
- Ю. С. Мішура (головний редактор) (Україна),
- М. М. Леоненко (заступник головного редактора) (Велика Британія),
- К. В. Ральченко (відповідальний секретар) (Україна),
  - В. В. Анісімов (Велика Британія),
  - А. Аяш (Франція),
  - Т. Бондар (Швеція),
  - М. Доцці (Франція),
  - М. Ґротхаус (Німеччина),
  - О. М. Іксанов (Україна),
  - О. В. Іванов (Україна),
  - Р. Є. Майборода (Україна),
  - А. Маляренко (Швеція),
  - О. В. Маринич (Україна),
  - І. К. Мацак (Україна),
  - Л. Маттнер (Німеччина),
  - І. Молчанов (Швейцарія),
  - О. О. Новіков[en] (Австралія),
  - О. Охрін (Німеччина),
  - А. Я. Оленко (Австралія),
  - Е. Орсінгер (Італія),
  - Ф. Політо (Італія),
  - Д. С.  Сільвестров (Швеція),
  - Г. М. Шевченко (Україна)
  - А. Свіщук (Канада),
  - А. Володін (Канада),
  - О. К. Закусило (Україна).